# Maldaque
Maldaque war eine Folkgruppe, die sich nach der Regensburger Volksschullehrerin Elly Maldaque benannte, die 1930 von rechten Kräften in den Tod getrieben wurde. Die Gruppe Maldaque existierte von 1982 bis 1986 und erarbeitete in dieser Zeit zwei Bühnenprogramme.

## Geschichte
Maldaque gründete sich 1982 an der Universität in Regensburg. Äußerer Anlass war ein sogenanntes Die-in gegen den Atomkrieg. Vor den Mensazugängen fielen Studentinnen und Studenten plötzlich in Todesstarre, um damit die verheerenden Folgen einer nuklearen Auseinandersetzung zu veranschaulichen. Musiker begleiteten die Aktion mit Liedern von Kurt Tucholsky. Der Erfolg dieses Auftritts führte zur Bildung einer festen Gruppe.
Das erste abendfüllende Programm hieß "Weimar im Spiegel verbrannter Dichter". Zum Gedenken an die Bücherverbrennungen der Nationalsozialisten und deren Vorgeschichte wurden Texte von Tucholsky, Kästner, Brecht und anderen vorgetragen. 
Passend zum Thema wollte man sich nach einem Opfer von Weimarer Bürgertum und Reaktion benennen. Bei Recherchen stieß man auf das Schicksal der Regensburger Volksschullehrerin Elly Maldaque. Walter Mehrings „Ballade von der Lehrerin Elly Maldaque“, vom Pianisten der Gruppe Rudi Kammermeier vertont, wurde zum Erkennungslied. 
Maldaque bestand überwiegend aus Studentinnen und Studenten und zählte zwischen sieben und zehn Mitgliedern. Musikalisch orientierte man sich an Formationen wie Liederjan oder Zupfgeigenhansel. Der Schwerpunkt lag aber auf mehrstimmigem Satzgesang. Daher kann Maldaque auch als Chor mit Instrumentenbegleitung beschrieben werden. Kabarettistische Elemente waren stark vertreten. Nach jeweils drei bis vier Liedern gab es szenische Einlagen. 
Das zweite Programm beschäftigte sich mit der Nachkriegsgeschichte von 1945 bis zur Wiederbewaffnung 1956. Es nannte sich "Care", nach den Care-Paketen der Alliierten. Diesmal wurden Texte deutscher Kabarettgruppen aus der Zeit verarbeitet. In neun Monaten aufwändiger Nachforschungen, unter anderem im Deutschen Kabarettarchiv in Mainz, sowie unterstützt von einer der Pionierinnen des Deutschen Kabaretts, Therese Angeloff, Gründerin der Münchner Kabarettgruppe Kleine Fische, wurden Lieder von Das Kom(m)ödchen, Die Hinterbliebenen und anderen zusammengetragen. 
Maldaque trat in ganz Bayern auf, häufig auch bei gewerkschaftlichen Anlässen, denn die Gruppe fühlte sich der Arbeiterbewegung stark verbunden. 
1985 änderte sich laut dem Gitarristen der Gruppe Jürgen Grande das Klima an der Universität Regensburg. Die Studentenschaft wurde zunehmend unpolitisch und für gesellschaftskritisch engagierte Gruppen wie Maldaque gab es kaum noch ein Umfeld. 1986 löste sich Maldaque auf. 
Ende der achtziger Jahre fanden sich die Musiker zu einem einmaligen Maldaque-Gedächtniskonzert zusammen. 
Die Hochzeit der Gruppe betrug wenig mehr als drei Jahre. Doch ihre Auftritte sorgten mit dafür, dass der Name der Lehrerin Elly Maldaque weit über Regensburg hinaus bekannt wurde und dadurch vor dem Vergessen bewahrt werden konnte.

## Programme
- Weimar im Spiegel verbrannter Dichter
- Care